# Gladys Oyenbot
Gladys "G'dah" Oyenbot es una actriz, cantante y productora ugandesa. Es conocida por interpretar a Dorotia en Mpeke Town (2018) y a Beatrice en la premiada serie dramática Yat Madit (2016). En 2020 protagonizó numerosas películas, incluida la película de suspenso The girl in the yellow jumper y el drama legal Family Tree. También tuvo papeles protagónicos en series como Love Makanika (2015) de Dilman Dila, Reflections (2018) de Nana Kagga y 5 @Home (2017) que se emitió en Fox Life África.

## Carrera
En 2016, interpretó a Beatrice, una madre y esposa que sufre violencia doméstica en la serie de televisión Yat Madit.
Participó en la película de Walt Disney Queen of Katwe como una comerciante. También actuó como suplente y doble de Lupita Nyong'o en la misma película.
Ha participado en numerosas producciones teatrales, siendo especialmente conocida por su desempeño en la obra de Matei Vișniec, "El cuerpo de una mujer como campo de batalla en la guerra de Bosnia" y en la obra de teatro dirigida por Aida Mbowa Desperate to Fight sobre violencia mental; así como por su actuación en los dramas teatrales de renombre mundial Heaven's Gates, Hell's Flames, Restore Tour: Child Soldier No More y la adaptación de KAD de Mucho ruido y pocas nueces de William Shakespeare, Macbeth y Oliver Twist de Charles Dickens.